# Islas Desertores
Las islas Desertores (también conocidas como Grupo Desertores) son el conjunto más oriental de islas e islotes del archipiélago de Chiloé. Se ubican entre la isla de Apiao y Chiloé Continental, a 20 km al noroeste de Chaitén, y separan al golfo de Ancud del golfo Corcovado. Está integrado por las islas Chulín, Chuit, Imerquiña, Talcán, Autení y Nayahué, y los islotes Nihuel y O'Higgins.

## Toponimia
El cartógrafo español José de Moraleda las había llamado «Islas desiertas» en su carta de los canales de Chiloé que elaboró a fines del siglo XVIII, pero para la segunda mitad del siglo XIX las islas ya eran conocidas como «Desertores», como lo consignó Francisco Astaburuaga en su Diccionario Jeográfico de la República de Chile, publicado en 1867. En su obra, las definió de la siguiente forma:

Grupo del archipiélago de Chiloé, que yace al E. de la isla de Chaulinec, i arrimado al continente; i consta de las de Chiud, Chulin, Imerquiña, Nayahue mayor i menor, Nihuel i Talcan, siendo esta la de mayor extension. Están despobladas, pero se hace en ella el corte de maderas, de que abundan. A sus inmediaciones el mar es mui profundo, con fondo de coral. Al S.E. queda la hermosa rada de Chaiten.
Diccionario Jeográfico de la República de Chile, 1867

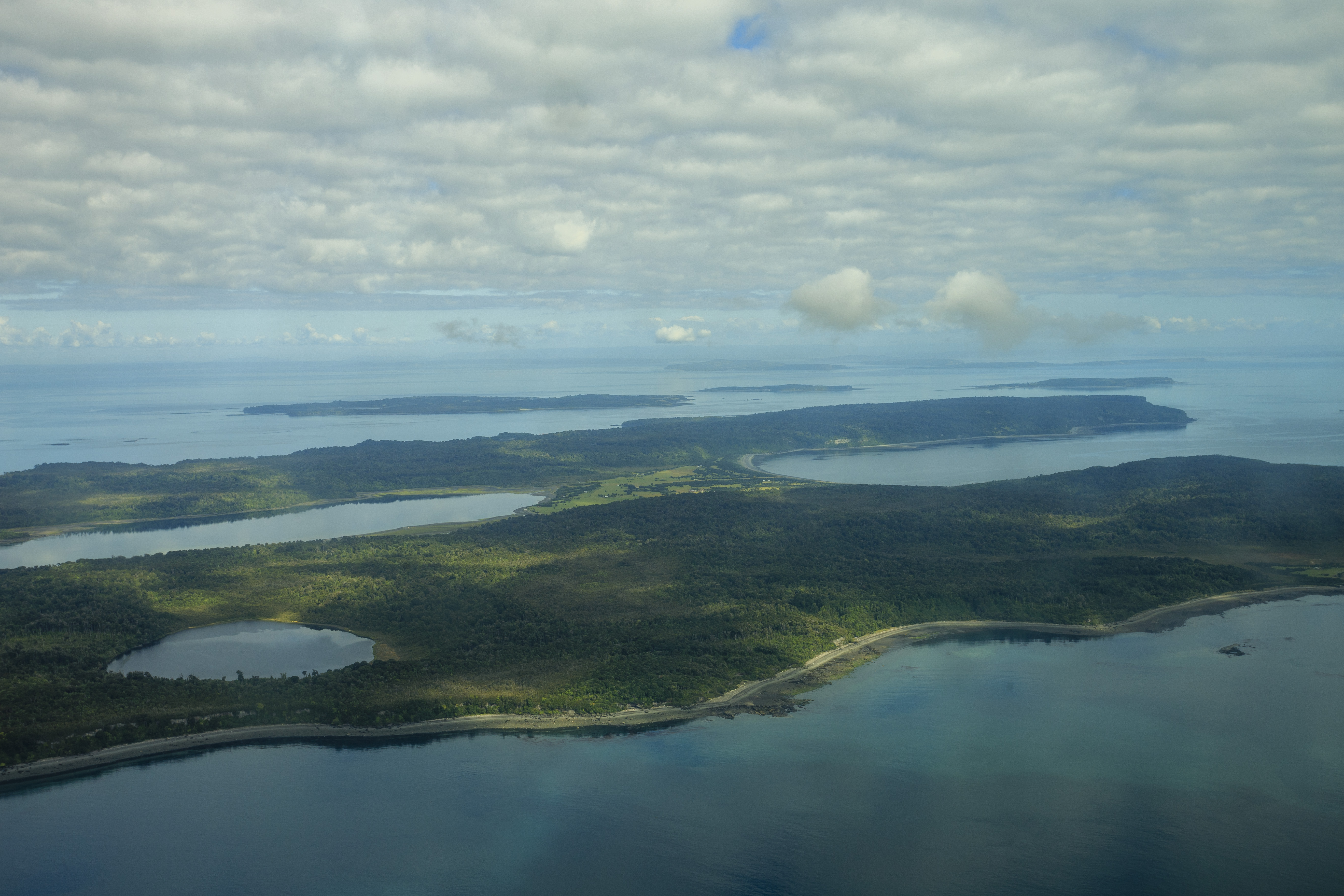
Isla Talcán.

La segunda edición corregida y aumentada de la obra de Astaburuaga, publicada en 1899, expandió la definición original:

Grupo del archipiélago de Chiloé y del departamento de Quinchao. Yace entre los golfos de Ancud y del Corcovado y cerca de la costa de tierra firme al O. del volcán Minchinmávida. Consta de ocho islas pequeñas, próximas entre si, conocidas con los nombres de Chiud, Chuhn, Imerqueña. Nayahue. Talcán; siendo esta última la mayor. En su inmediación y canalizos el mar es profundo. Son de residencia temporal de pescadores y de labradores de madera, artículos en que abundan. El piloto José de Moraleda, 1787, las llamó islas Desiertas; pero en la primera parte de este siglo tomaron el título por algunos desertores que en ellas se refugiaban.
Diccionario Jeográfico de la República de Chile, 2da edición, 1899

Una de las teorías del nombre «Desertores» dice que se debería a que dos carpinteros chilotes embarcados en la segunda expedición del HMS Beagle habrían «desertado» y se habrían escondido en una de las islas «cercanas al volcán Corcovado», sin ser descubiertos por la tripulación de la nave inglesa. Otra explicación difundida dice que se llamarían así porque habría sido el lugar donde jóvenes chilotes se escondían para evitar ser enrolados por el ejército chileno durante la Guerra del Pacífico, pero como lo demuestra la obra de Astaburuaga, ya se les conocía como Desertores por lo menos doce años antes del inicio del conflicto bélico.

## Historia
En 1885 se incorporaron al departamento de Quinchao como distrito N.° 4 de Chulín, perteneciente a la subdelegación N.° 6 de Apiao.
En 1891 se integraron a la comuna de Quenac, junto con las islas de Quenac, Caguach, Teuquelín, Meulín, Tac, Apiao, Alao y Chaulinec, más el territorio de Chiloé continental comprendido entre la punta Comau y el río Rayas o Chanatué (al norte de lo que hoy es la ciudad de Chaitén). Según el censo de 1895, las islas ya tenían en ese año una población de 220 habitantes.
Luego de la eliminación de la comuna de Quenac en 1928, las islas Desertores pasaron a depender administrativamente de la comuna de Achao.

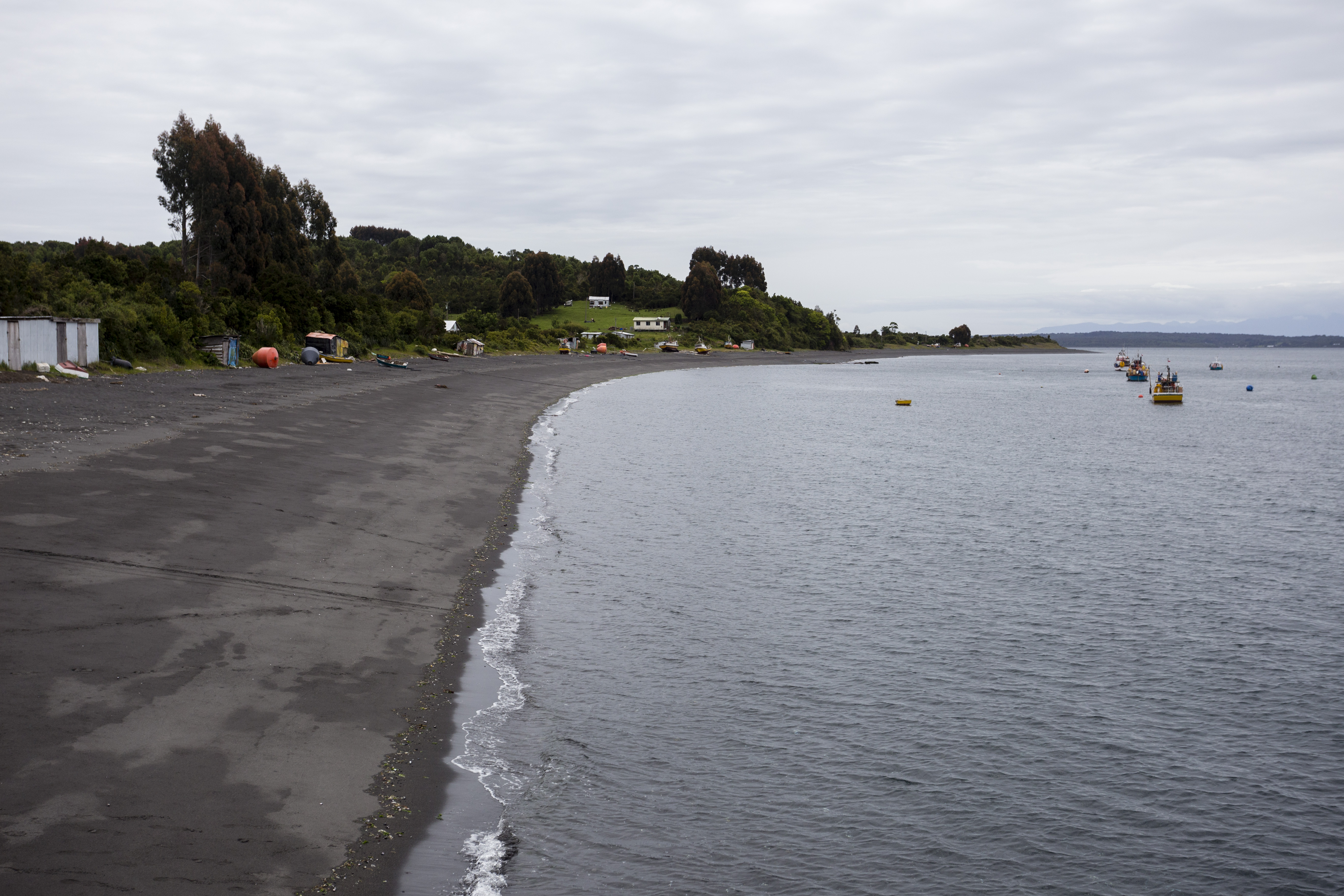
Playa de isla Chuit.

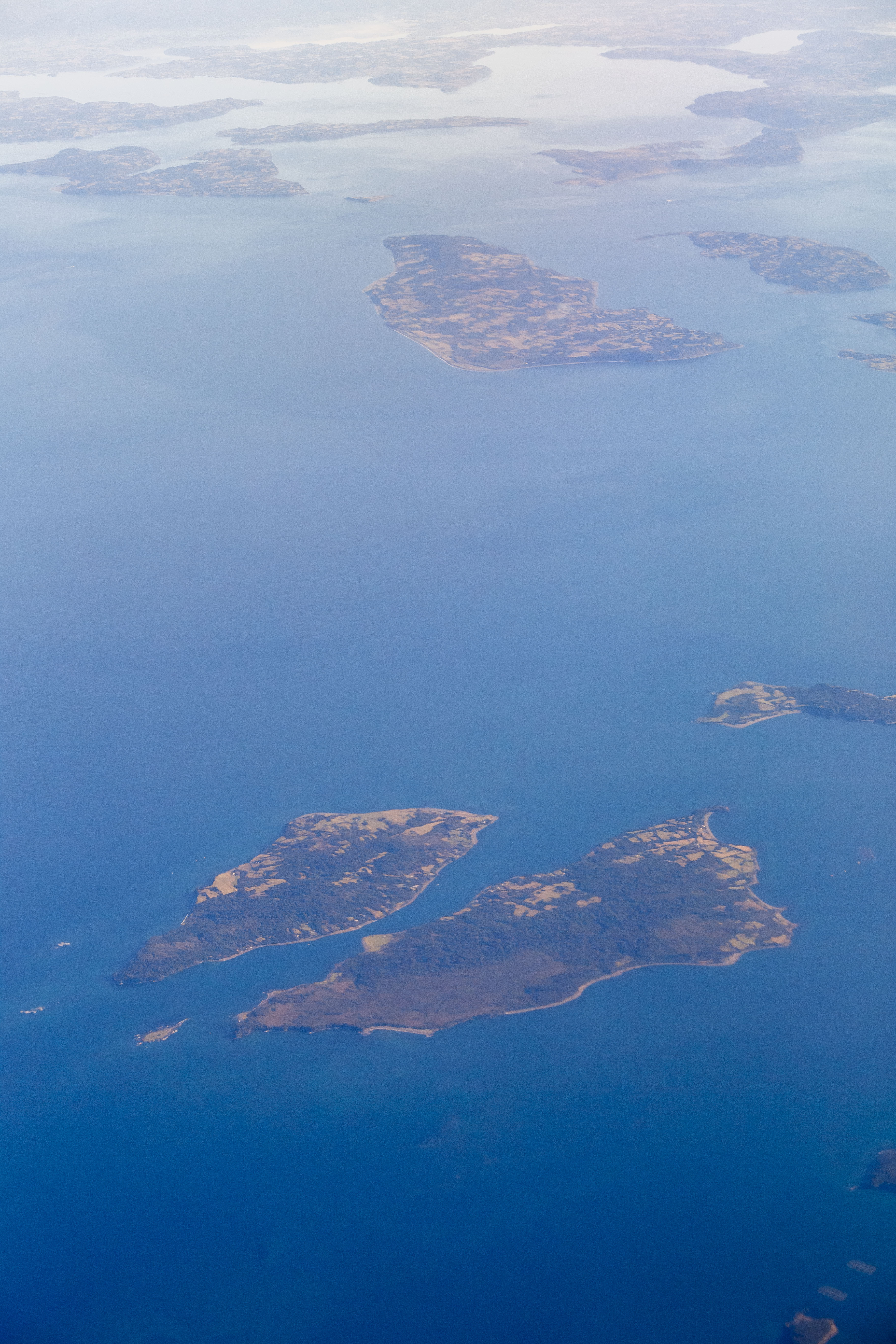
En primer plano islas Autení y Nayahué; al centro y derecha la isla Imerquiña.

En el contexto del proceso de regionalización impulsado por la dictadura militar, en 1979 dejaron de pertenecer a la provincia de Chiloé y quedaron bajo la administración de la comuna de Chaitén, provincia de Palena. Pese a ello, debido a su proximidad geográfica y cultural con Chiloé, han surgido voces desde el año 2010 que reclaman por volver a depender de esa provincia.

## Demografía
Según el censo 2017, las islas tienen 421 habitantes, un 42,4 % menos que en 2002. El 100 % de la población es rural y se distribuye de la siguiente manera:
|           | 2002 | 2017 |
| --------- | ---- | ---- |
| Chulín    | 192  | 89   |
| Chuit     | 120  | 93   |
| Imerquiña | 16   | 12   |
| Autení    | 97   | 40   |
| Nayahué   | 93   | 74   |
| Talcán    | 213  | 113  |
| Total     | 731  | 421  |

## Conectividad
Existe un servicio de lancha de pasajeros y carga subsidiado que sale de Desertores cuatro veces al mes, en dirección a Achao. Parte los lunes y regresa los martes. 
Hacia Achao la ruta es: Chulín→Talcán→Nayahué→Autení→Imerquíña→Chuit→Achao. El regreso es en sentido inverso. Dependiendo de la isla de embarque o desembarque, el viaje demora entre tres y siete horas.
Además existe un servicio con destino a Chaitén, tres veces al mes. Sale los miércoles y regresa al día siguiente.
En isla Talcán también existe un aeródromo, el cual no cuenta con servicio regular de pasajeros.